# Wasatch Mountains
Wasatch Mountains är en bergskedja i delstaten Utah i västra USA. Dess högsta punkt är belägen 3 636 m ö.h. Wasatch Range, som ingår i Klippiga bergen, är cirka 260 kilometer lång. Mount Nebo är högsta berget i Wasatch Mountains.
Kvarlevorna efter 17-åriga Melissa Smith och 17-åriga Laura Aime, två av seriemördaren Ted Bundys offer, påträffades i Wasatch Mountains 1974.